# Kurt Wüthrich
Kurt Wüthrich (Aarberg, 4 ottobre 1938) è un chimico e biofisico svizzero, premio Nobel per la chimica nel 2002.

## Biografia
Wüthrich ha studiato chimica, fisica e matematica all'università di Berna, prima di iniziare il dottorato con Silvio Fallab presso l'università di Basilea, titolo che ha conseguito nel 1964. Dopo il dottorato ha lavorato ancora con Silvio Fallab, trasferendosi poi all'Università della California di Berkeley, dove collaborò con Robert E. Connick. In seguito lavorò con Robert G. Shulman presso i Bell Telephone Laboratories a Murray Hill, New Jersey dal 1967 al 1969.
Wüthric tornò in Svizzera, a Zurigo, nel 1969 cominciando la sua carriera all'ETH, diventando professore di biofisica nel 1980. Dirige un laboratorio sia all'ETH sia all'istituto di ricerca Scripps presso La Jolla.
Ha ricevuto una laurea honoris causa in Farmacia dalla Seconda Università degli Studi di Napoli.
La cerimonia ha avuto luogo nel palazzo della Reggia il 6 dicembre 2012.

## Carriera
Durante il suo dottorato Wüthrich si è occupato di risonanza paramagnetica elettronica, e la sua tesi di dottorato si intitolava The catalytic activity of copper compounds in autoxidation reactions (l'attività catalitica di composti di rame in reazioni di autossidazione).
Dopo il dottorato Wüthrich si occupò a Berkeley della nascente risonanza magnetica nucleare; il contributo in questo campo gli valse il premio Nobel ("for his development of nuclear magnetic resonance spectroscopy for determining the three-dimensional structure of biological macromolecules in solution" – "per lo sviluppo della spettroscopia tramite risonanza magnetica nucleare per lo studio di macromolecole tridimensionali di interesse biologico in soluzione").